# آنتی استوارت
آنتی استوارت (انگلیسی: Anthea Stewart؛ زادهٔ ۲۰ نوامبر ۱۹۴۴) بازیکن هاکی روی چمن اهل زیمبابوه بود.
وی به‌همراه تیم ملی هاکی روی چمن زنان زیمبابوه به مدال طلا بازی‌های المپیک تابستانی ۱۹۸۰ رسیده‌است.